# Cap Anamur
Cap Anamur è una associazione umanitaria tedesca, impegnata dal 1979 nell'assistenza sanitaria in zone di guerra.

## Storia
Cap Anamur si chiamava la vecchia nave da carico, che prendeva il suo nome da un promontorio sulla costa turca, acquistata nel 1979 da Christel e Rupert Neudeck e impegnata in una missione di salvataggio di profughi vietnamiti in mare. I Neudeck, nel 1979, avevano fondato insieme ad alcuni amici il comitato "Una nave per il Vietnam", in Germania. L'emergenza dei profughi vietnamiti ("boat people"), in fuga verso la libertà nei mari del Sud della Cina, spesso si traduceva in naufragi delle vecchie e sovraccariche imbarcazioni utilizzate. I viaggi della "Cap Anamur" (e delle altre navi che seguirono) permisero di trarre in salvo dal mare 10.375 profughi, mentre altri 35.000 ricevettero assistenza sanitaria a bordo. La missione fu resa possibile grazie alle offerte dei cittadini tedeschi. Sull'onda del successo della prima missione Cap Anamur divenne una associazione umanitaria impegnando medici e infermieri in zone di guerra.
In trent'anni di attività ha lavorato in Somalia, Uganda, Etiopia, Sudan, Eritrea, e poi in Afghanistan, Vietnam e Corea del Nord, ma anche in Bosnia, nel Kosovo e in Macedonia.

## L'incidente del giugno 2004
Nella notte di domenica 20 giugno 2004, una nave della Cap Anamur, navigando in acque internazionali, avvistò 37 migranti - tutti uomini e originari dell'Africa sub Sahariana - a bordo di un gommone alla deriva in acque internazionali, tra la Libia e l'isola di Lampedusa. La Cap Anamur stava facendo un giro di prova dopo aver riparato il motore a Malta.
La nave ottenne il permesso di attraccare nel porto di Porto Empedocle, ad Agrigento, soltanto 21 giorni dopo, il 12 luglio 2004. Il governo italiano contestava alla Cap Anamur di essere entrata in acque maltesi e pretendeva che i profughi fossero portati a Malta. Inoltre essendo la nave di proprietà tedesca l'Italia delegava alla Germania la responsabilità dei profughi. Dopo 20 giorni di negoziazione, in cui la nave ferma in alto mare fu raggiunta da giornalisti, politici, missionari e membri del Consiglio italiano per i rifugiati (Cir), finalmente venne concesso di attraccare a Porto Empedocle. Ma al momento dell'arrivo Elias Bierdel, Vladimir Dachkevitce e Stefan Schmdt, rispettivamente presidente dell'associazione umanitaria Cap Anamur, comandante e primo ufficiale della nave omonima, vennero arrestati in flagranza di reato con l'accusa di "favoreggiamento aggravato dell'immigrazione clandestina".
La nave fu posta immediatamente sotto sequestro e venne restituita all'associazione, sotto pagamento di una cauzione, solo il 28 febbraio del 2005. In seguito è stata venduta. I 37 migranti vennero portati, subito dopo lo sbarco, nel centro di permanenza temporanea di contrada San Benedetto, ad Agrigento, chiuso pochi mesi dopo la visita del Comitato europeo di Prevenzione della Tortura. Da lì vennero trasferiti dopo 48 ore al Cpt di Pian del Lago a Caltanissetta. 30 di loro furono rimpatriati in Ghana e 5 in Nigeria. In Ghana vennero quindi arrestati per lesa immagine del paese e alto tradimento della patria. Bierdel, Schmidt e Dachewitsch, i tre imputati al processo, sono stati tutti assolti nell'Ottobre del 2009.
Il 26 e il 27 novembre 2004 si è svolto ad Acquapendente, in provincia di Viterbo, un incontro di approfondimento sull'accaduto alla presenza del Capitano della nave e dei giornalisti della stampa italiana ed estera che si sono occupati del caso (Associazione Itusci, Viterbo).